# فتینوسوکوس
فتینوسوکوس (نام علمی: Phthinosuchus) نام یک سرده از راسته ددکمانان است.